# پورنوگرافی کودکان

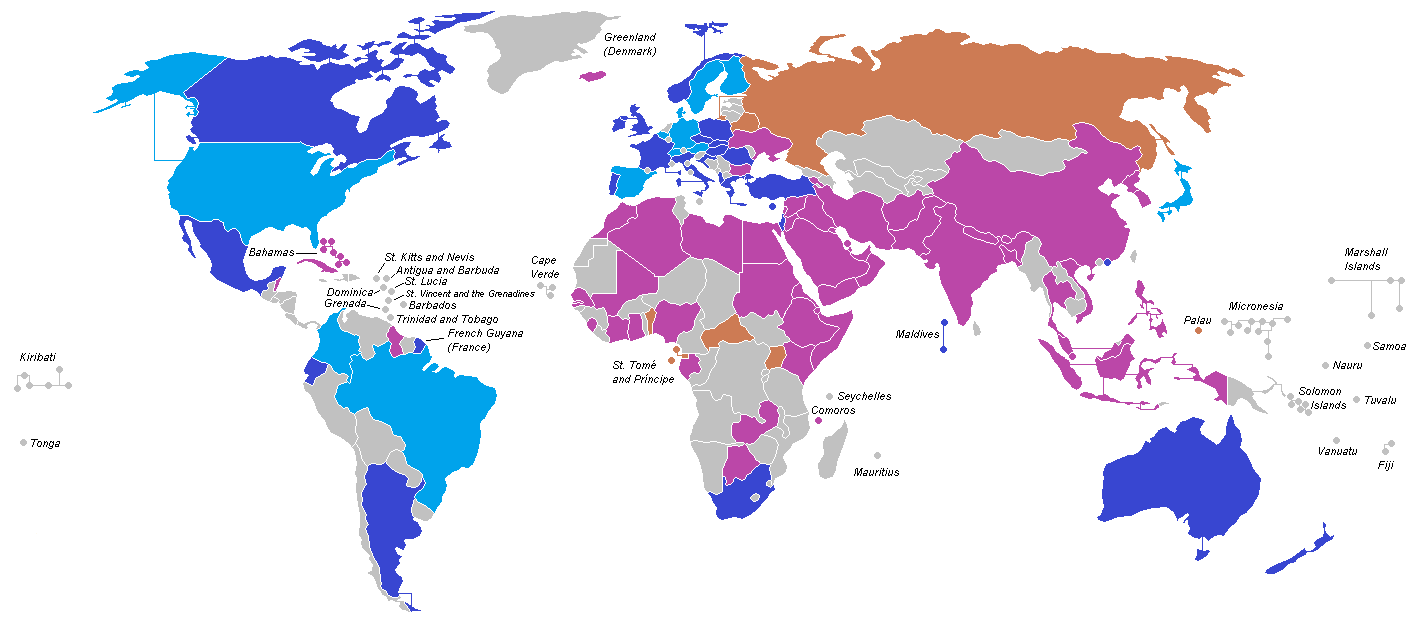
نقشه وضعیت پورنوگرافی کودکان در کشورهای جهان
هرنوع پورنوگرافی غیرقانونی است.
پورنوگرافی کودکان (واقعی یا تصویرسازی) غیرقانونی است.
فقط پورنوگرافی واقعی کودکان غیرقانونی است.
پورنوگرافی کودکان (واقعی یا تصویرسازی) قانونی است.
اطلاعاتی موجود نیست

پورنوگرافی کودکان (به انگلیسی: Child pornography) به تولید یا مشارکت مستقیم کودک در تصاویر پورنوگرافی یا به‌واقع به سوء استفاده جنسی از کودکان گفته می‌شود. پورن کودکان می‌تواند در انواع رسانه از جمله آثار مجلات، عکس‌ها، کاریکاتورها، نقاشی، انیمیشن، فیلم‌ها، ویدئو، بازی‌های ویدئویی و غیره باشد. پورن کودکان در اکثر کشورها غیرقانونی بوده و در مراکز قضایی جهان سانسور شده است.